# Tizi N'Bechar
Tizi N'Bechar è un comune dell'Algeria, situato nella provincia di Sétif.